# Бахман, Ингеборг
Ингеборг Бахман (нем. Ingeborg Bachmann; 25 июня 1926, Клагенфурт, Австрия, — 17 октября 1973, Рим, Италия) — австрийская писательница, поэтесса, драматург, сценаристка.

## Биография и творчество
Родилась в Каринтии, в учительской семье. В 1945—50 годах изучала философию, психологию, филологию и право в университетах Инсбрука, Граца и Вены. В студенческие годы познакомилась с Паулем Целаном. В 1949 году защитила в Вене диссертацию по критическому анализу философии Хайдеггера. Испытала глубокое влияние Витгенштейна и его философии языка. Работала на радио, в начале 1950-х годов стала писать радиопьесы.
Вошла в литературное объединение «Группа 47» (1953), тогда же впервые приехала в Рим, где впоследствии большей частью и жила. В середине 50-х годов читала лекции в университетах Германии и США. Сотрудничала с Хансом Вернером Хенце, написала либретто его балета «Идиот» (1955), оперы «Принц Гомбургский» (1960, по драме Клейста), Хенце сочинил музыку к радиопьесе Бахман «Цикады» (1955).
В 1958—63 годах была близка с Максом Фришем, болезненно пережила разрыв с ним. Обстоятельства их связи вошли в роман Бахман «Малина» (1971, первая часть задуманной трилогии «Дела смерти»; экранизирован в 1990 году Вернером Шрётером, сценарий Эльфриды Елинек), а сама она стала прототипом героини фришевского романа «Назову себя Гантенбайн» (1964).
Ночью с 25 на 26 сентября 1973 года в римской квартире Бахман произошёл пожар (она заснула, не потушив сигарету). Через три недели писательница умерла в больнице, причины её смерти с точностью не установлены. Похоронена в Клагенфурте.

## Признание
Бременская литературная премия (1957), премия Георга Бюхнера (1964), Большая государственная премия Австрии по литературе (1968), премия Антона Вильдганса (1972). В 1977 в Клагенфурте учреждена премия Ингеборг Бахман для немецкоязычных авторов (среди её лауреатов была Эмине Зевги Эздамар, 1991). Глубокое эссе о Бахман написал Уве Йонсон (1974).
Бахман стала центральным персонажем художественного фильма Маргареты фон Тротта «Объясни мне, любовь» (2023).

## Произведения
- Die Gestundete Zeit / Отсроченное время (1953, стихи)
- Anrufung des großen Bären/ Призыв к Большой Медведице (1957, стихи)
- Ein Geschäft mit Träumen/ Сделка со сновидениями (1952, радиопьеса)
- Die Zikaden/ Цикады (1955)
- Das erstgeborene Land/ Первозданный край (1956)
- Der gute Gott von Manhattan/ Добрый бог с Манхэттена (1958)
- Der Prinz von Homburg / Принц Гомбургский (1960, либретто оперы Хенце)
- Der junge Lord / Маленький лорд (1965, либретто комической оперы Хенце)
- Das dreißigste Jahr/ Тридцатый год (1961, новеллы)
- Malina/ Малина (1971, роман)
- Simultan/ Синхрон (1972, новеллы)

## Собрания сочинений
- Werke. 4 Bände/ Christine Koschel, Inge von Weidenbaum, Clemens Münster (Hrsg). München: Piper, 1978

## Публикации на русском языке
- Три дороги к озеру. Повесть и рассказы / Пер. с нем. С. Шлапоберской, С. Фридлянд, Л. Чёрной. — М.: Прогресс, 1976.
- Избранное. — М.: Прогресс, 1981.
- Малина / Пер. с нем. С. Шлапоберской. — М.: Аграф, 1998. — 368 с.
- Воистину: Стихи. — М.: Независимая Газета, 2000.
- Время сердца. Переписка Ингеборг Бахман и Пауля Целана. — М.: Ад Маргинем Пресс, 2016. — 416 с. — ISBN 978-5-91103-262-3.
- Из книги «Время, ждущее часа» / пер. с нем. Алеши Прокопьева // Чёрные дыры букв. 2021. № 10.